# Arphia fallax
Arphia fallax är en insektsart som beskrevs av Henri Saussure 1884. Arphia fallax ingår i släktet Arphia och familjen gräshoppor. Inga underarter finns listade i Catalogue of Life.